# Lisa Wilcox
Lisa E. Wilcox (Columbia, Missouri 27 de Abril de 1964) é uma atriz estado-unidense. Conhecida por interpretar Alice Johnson nos filmes A Hora do Pesadelo 4 e A Hora do Pesadelo 5.

## Filmografia
- Gimme an 'F' (1984)
- Hardcastle and McCormick (1985) - Sarah Jane Rose
- You Again? (série) (1986) - Samantha Winslow
- CBS Schoolbreak Special (série) (1987) - Melissa Arrick
- Valerie (série) (1987) - Candice Avery
- Little Miss Perfect (1987) (TV)
- Mr. Belvedere (série) (1987) - Ellen Connors
- MacGyver (série) (1987) - Janet
- General Hospital (série) (1987) - Kay
- It's a Living (série) (1988) - Hope
- Bring Me the Head of Dobie Gillis (1988) (TV) - Bonnie
- Hotel (1988) (série) - Donna Hayes
- A Hora do Pesadelo 4 (1988) - Alice Johnson
- Knots Landing (série) (1989) - Ellen
- Something Is Out There (série) (1989)
- A Hora do Pesadelo 5 (1989) - Alice Johnson
- Star Trek: The Next Generation (série) (1989) - Yuta
- Wedding Band (1990)
- Bill & Ted's Excellent Adventure (série) (1992) - Missy Preston
- Bodies of Evidence (série) (1993) - Donna
- Murder, She Wrote (série) (1994) - Lori Graham
- Men Seeking Woman (1997) - Judy
- Pacific Blue (série) (1997) - Diana Blaine
- Walker, Texas Ranger (série) (1998) - Irmã Mary Grace
- Chicago Hope (série) (1998) - Eden Candle
- Watchers Reborn (1998) - Grace
- The All New Adventures of Chastity Blade (2000) - Chastity Blade
- Unauthorized Brady Bunch: The Final Days (2000) (TV) - Florence Henderson / Carol Brady
- Big Shots (série) (2007) - Waxer
- Dead Country (2007) - Ela mesma
- Black Friday (2008)
- The Intruders (2009) - Sofia Drake
- Savage (2009) - Ellen Fremont
- Fear Clinic (série) (2009) - Nurse Owens
- Never Sleep Again: The Elm Street Legacy (2010) - Ela mesma
- Sebastian (2010) - Pamela Boyd
- Imago (2010)